# Japán fátyolosbagoly
A japán fátyolosbagoly (Ninox japonica) a madarak osztályának bagolyalakúak (Strigiformes) rendjéhez, a bagolyfélék (Strigidae) családjához tartozó faj.

## Rendszerezése
A fajt Coenraad Jacob Temminck és Hermann Schlegel írták le 1844-ben, a Strix nembe Strix hirsuta japonica néven.

## Alfajai
- Ninox japonica florensis (Wallace, 1864) - Szibéria északkeleti része, északkelet- és kelet-Kína és a Koreai-félsziget északi fele
- Ninox japonica japonica (Temminck & Schlegel, 1845) - a Koreai-félsziget déli fele és Japán
- Ninox japonica totogo (Momiyama, 1931) - a Rjúkjú-szigetek és Tajvan

## Előfordulása
Költőterületébe beletartozik Ázsia keleti és déli része, Dél-Korea, Észak-Korea, Japán, Kína, és Oroszország távol-keleti része. Telelni Brunei, a Fülöp-szigetek, Hongkong, Indonézia, Malajzia, Palau és Tajvan területére vonul. 
Természetes élőhelyei a tűlevelű erdők, mérsékelt övi erdők, mocsári erdők és síkvidéki esőerdők, valamint legelők, ültetvények, vidéki kertek és városi régiók. Vonuló faj.

## Megjelenése
Testhossza 29-33 centiméter, szárnyfesztávolsága 60-70 centiméter, átlagos testtömege 168 gramm.

## Életmódja
Főleg gerinctelenekkel táplálkozik, de gerinceseket is fogyaszt.

## Természetvédelmi helyzete
Az elterjedési területe rendkívül nagy, egyedszáma pedig stabil. A Természetvédelmi Világszövetség Vörös listáján nem fenyegetett fajként szerepel.